# Forsyth Barr Stadium
El Forsyth Barr Stadium (oficialment el Forsyth Barr Stadium at University Plaza) és un estadi poliesportiu de Dunedin, Nova Zelanda. Durant la Copa del Món de Rugbi de 2011 l'estadi era conegut com a l'Otago Stadium.

## Localització

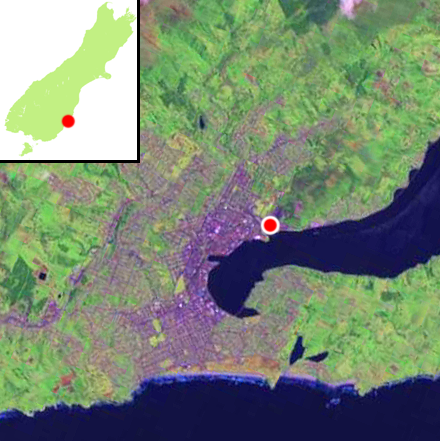
Localització de l'estadi respecte de l'àrea urbana de Dunedin i l'illa del Sud

L'estadi es localitza al nord de Dunedin, prop del rierol de Water of Leith. És prop d'altres estadis i pavellons poliesportius de la ciutat. Logan Park es localitza immediatament al nord, i la University Oval i el Caledonian Ground també són al nord de l'estadi. A més, al nord de l'estadi hi ha la pedrera de Logan Park, al peu de la vall de Signal Hill.
A l'oest del Forsyth Barr Stadium es localitza la Politècnica d'Otago i a un quilòmetre a l'oest es localitza la Universitat d'Otago.
La construcció de l'estadi requerí que es mogués l'Autovia Estatal 88 de Nova Zelanda, la carretera principal entre el CBD cap als suburbis del nord-est de la badia d'Otago. La trajectòria de l'autovia va ser redireccionada uns 200 metres a l'est de l'Anzac Avenue.

## Oposició a la construcció de l'estadi
El projecte de la construcció del Forsyth Barr Stadium no va ser acceptada per una part significant dels ciutadans de Dunedin, amb les objeccions essent majoritàriament relacions amb el cost d'un estadi que no seria utilitzat sovint. Després d'uns prolongada deliberació, la Dunedin City Council (el consell municipal de Dunedin) el 17 de març de 2008 va votar per 12 vots a favor i 2 en contra a seguir amb la construcció de l'estadi.
Una enquesta telefònica de 2.200 residents feta per la Dunedin City Council a principis de 2007 va informar que el 51,9% pensaven que el consell municipal hauria de pagar pel projecte, i enquestes per correu per la Dunedin City Council i l'Otago Regional Council van informar que el 40% pensaven que ho hauria de pagar el consell municipal. Una enquesta del novembre de 2008 organitzada per Stop the Stadium (Pareu [la construcció de] l'Estadi) va mostrar una oposició del 73,3% respecte de la construcció amb finançament públic.
Els processos legals van ser fets per separat contra la Dunedin City Council i l'Otago Regional Council, intentant acabar amb el finançament per a l'estadi amb finançament públic. L'Otago Regional Council va acabar guanyant el cas.

## Futbol
El partit inaugural de futbol de l'estadi va ser un partit pretemporada entre l'equip neozelandès Wellington Phoenix i l'equip australià Brisbane Roar el 20 d'agost de 2011, amb una assistència de més de 15.000 persones. Això va ser seguit per un partit el 14 de desembre de 2011 en què el Wellington Phoenix jugaren de nou contra el Brisbane Roar.
L'estadi també és on ocasionalment juga l'Otago United de l'ASB Premiership per alguns dels seus partits a partir de la temporada 2011-12.

## Galeria

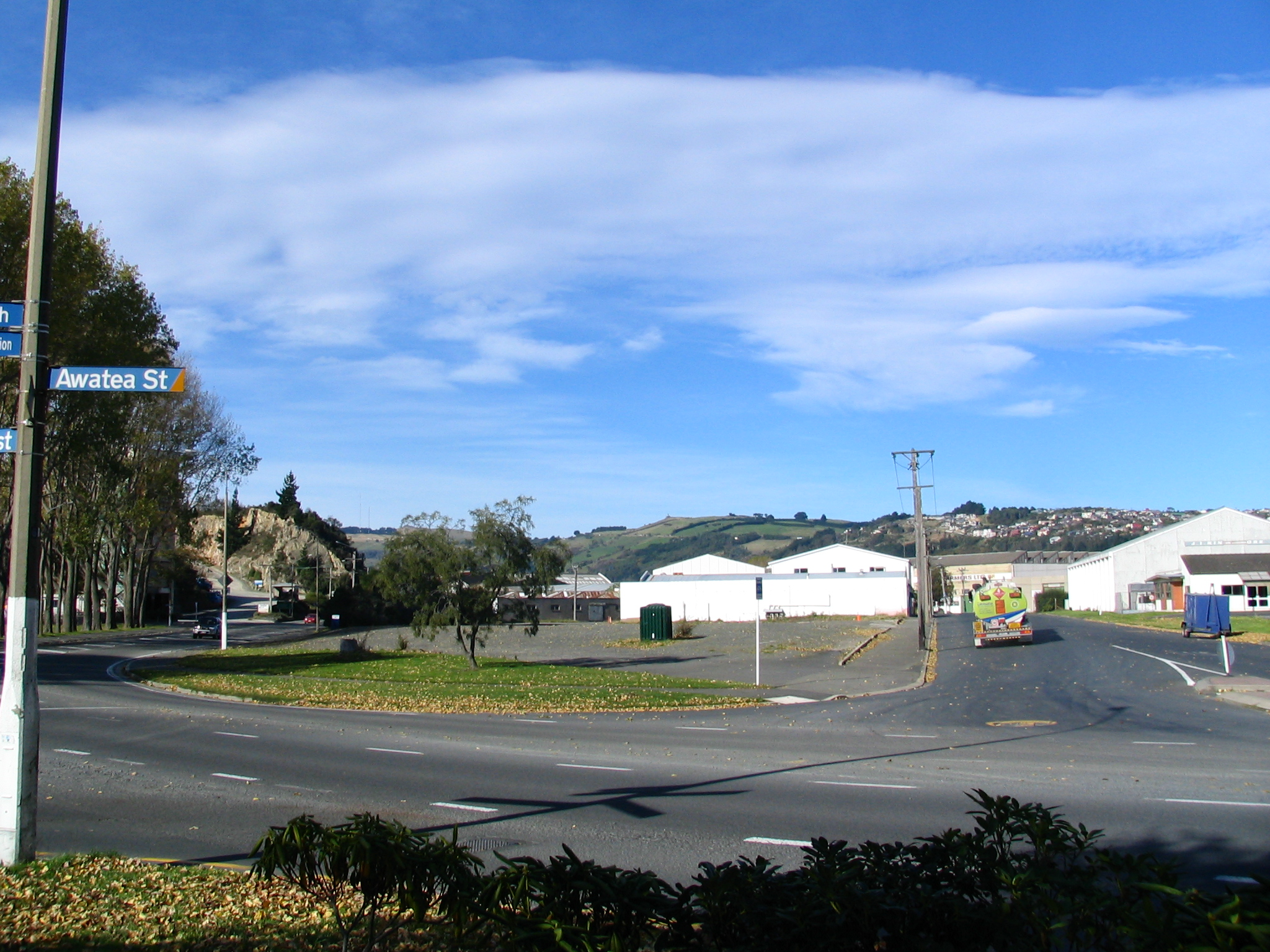
Lloc on es construiria l'estadi abans del començament de la construcció l'abril de 2009
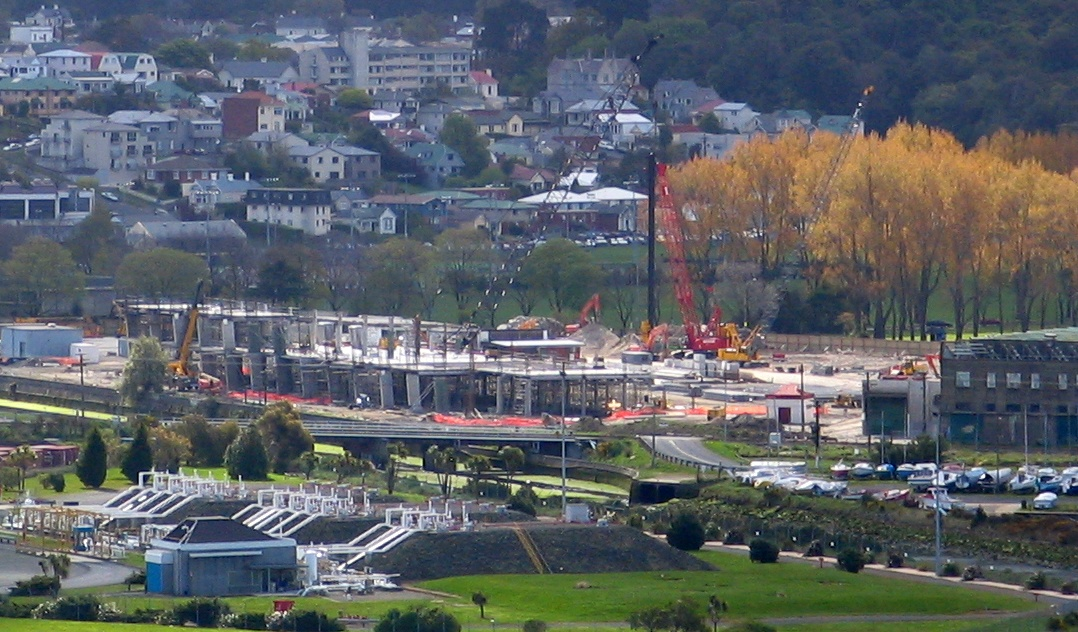
L'estadi sent construït l'octubre de 2009
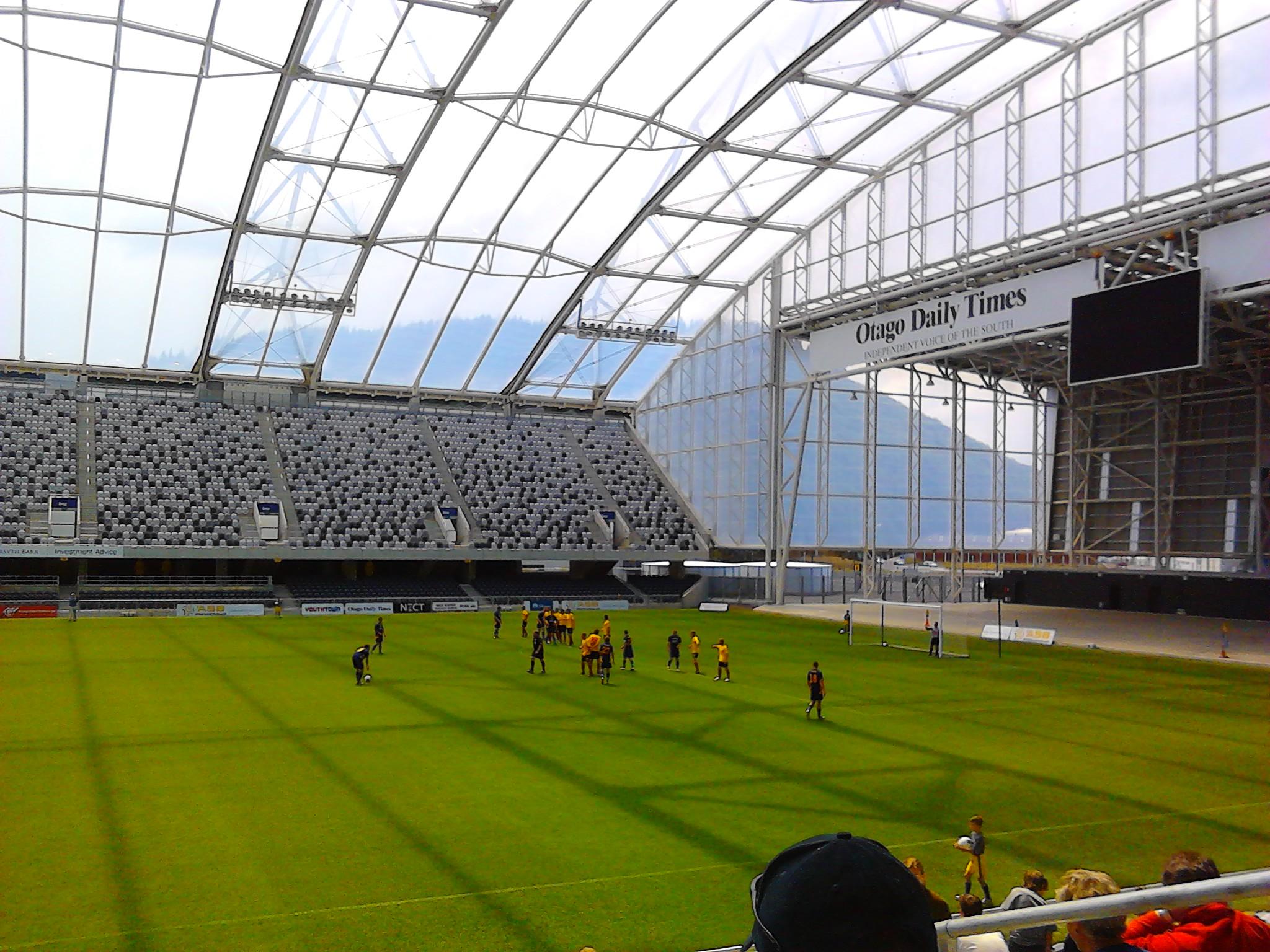
Un partit de futbol entre l'Otago United i el Waikato FC el gener de 2012